# پدریتو (بازیکن فوتبال، زاده ۱۹۹۶)
پدریتو (انگلیسی: Pedrito؛ زادهٔ ۹ فوریهٔ ۱۹۹۶) بازیکن فوتبال اهل اسپانیا است.
از باشگاه‌هایی که در آن بازی کرده‌است می‌توان به باشگاه فوتبال ویارئال اشاره کرد.